# Intan Paramaditha
Intan Paramaditha (ur. 15 listopada 1979 w Bandungu) – indonezyjska pisarka i uczona. 

## Życiorys
Absolwentka New York University (2014).
Wykładała na Uniwersytecie Indonezyjskim oraz w Sarah Lawrence College. Została zatrudniona na Uniwersytecie Macquarie. Artykuły jej autorstwa pojawiają się w czasopismach naukowych jak np.: „Visual Anthropology”, „Film Quarterly”, „Asian Cinema”, „Jump Cut”, „Social Identities”, „Inter-Asia Cultural Studies”.
W swojej twórczości porusza relację między płcią a seksualnością oraz tematy związane z kulturą i polityką.
W 2005 roku jej zbiór opowiadań pt. Sihir Perempuan znalazł się w finale nagrody literackiej Khatulistiwa.

## Twórczość
- Sihir Perempuan (Katakita, 2005)
- Kumpulan Budak Setan (Gramedia Pustaka Utama, 2010)
- Goyang Penasaran: Naskah Drama dan Catatan Proses (KPG, 2013)
- Gentayangan: Pilih Sendiri Petualangan Sepatu Merahmu (Gramedia Pustaka Utama, 2017), wyd. pol.: Wędrówka (tłum. Marianna Lis, Tajfuny, 2023)[5]
- Apple and Knife (Australia: Brow Books, UK: Harvill Secker, 2018)